# Väinö Blomstedt

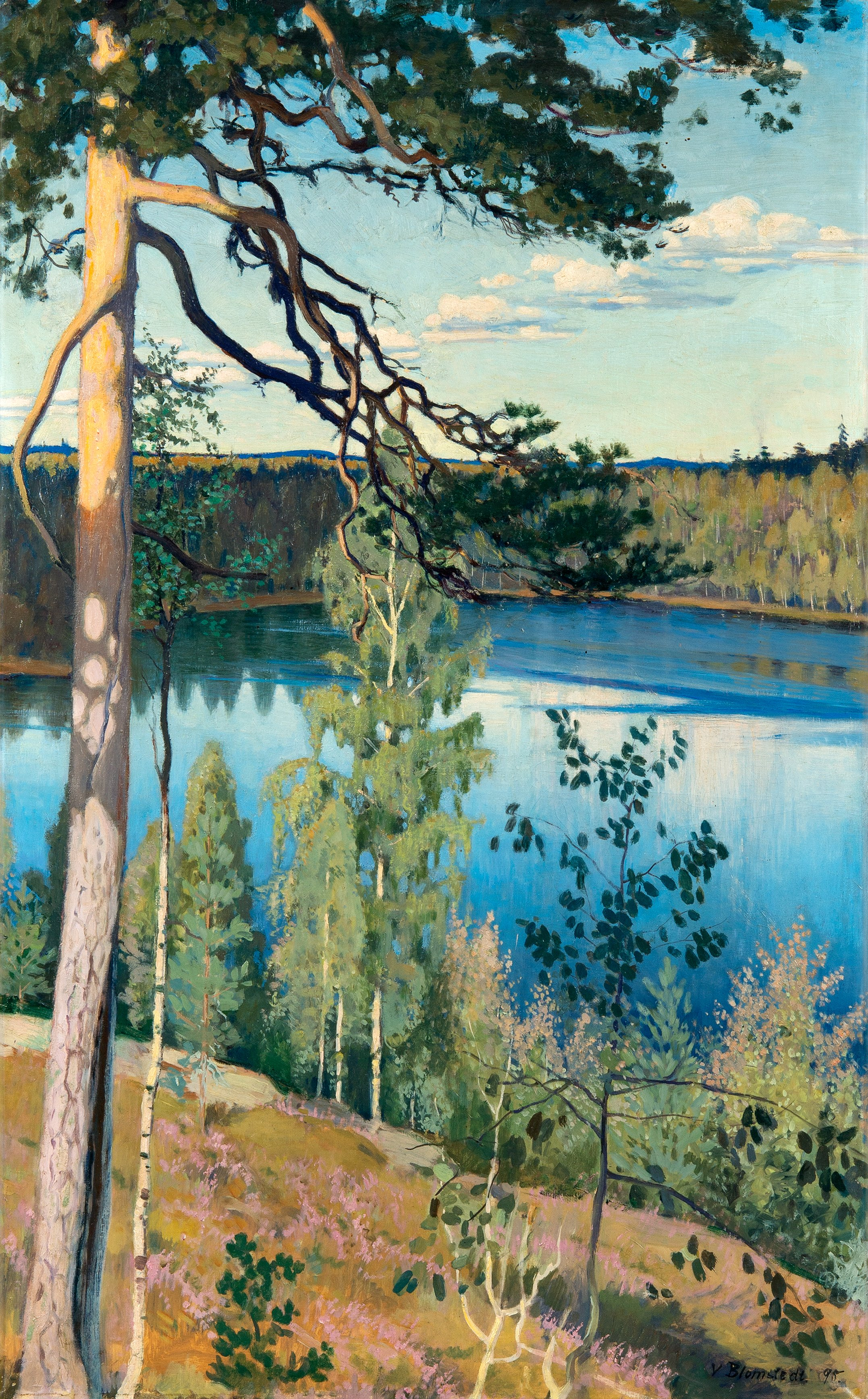
Sjö i vildmarken, 1895.

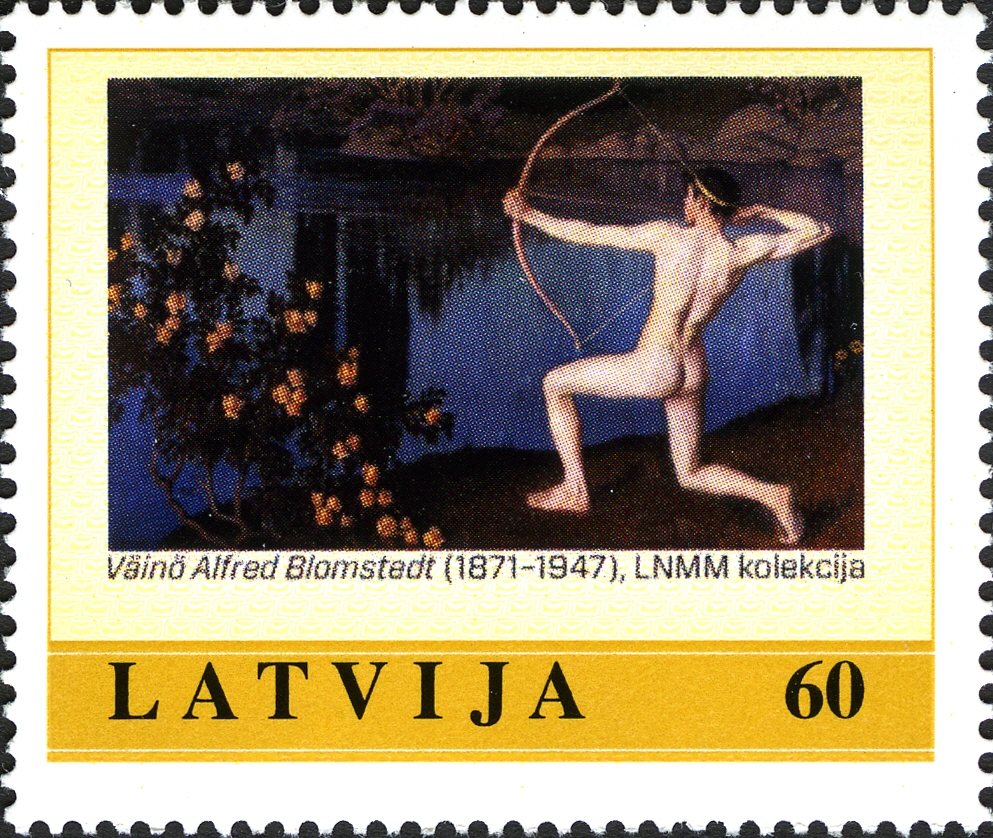
Lettiskt frimärke med Bågskytt, 1897.

Väinö Alfred Blomstedt, född 1 april 1871 i Nyslott, död 2 februari 1947 i Helsingfors,  var en finländsk målare.
Väinö Blomstedts föräldrar var kamreren vid Tullstyrelsen Alfred Emanuel Blomstedt och Hanna Stadius, född Tawaststjerna. Han växte upp i en familj med åtta barn i Helsingfors, där han efter studentexamen på Finska normallyceum började studera juridik och parallellt började på Finska Konstföreningens ritskola. Där var han 1888–1891, först med Fredrik Ahlstedt och sedan med Gunnar Berndtson som lärare. Han studerade därefter på Académie Julien i Paris och på nytt 1893-1894 i Paris först på Académie Colarossi, och sedan privat för Paul Gauguin, tillsammans med Pekka Halonen. År 1897 gjorde han en studieresa till Italien, och vistades framför allt i Florens.
Åren 1900–02 var han konstnärlig chef för Finska handarbetets vänner, och därefter 1902–1917 lärare i måleri på Finska Konstföreningens ritskola. Samtidigt var han 1907–1917 lärare i teckning och måleri vid Centralskolan för konstflit. Han avslutade sin pedagogiska gärning som lärare i  Helsingfors universitets ritsal 1929–1937.
Hans stil var först enkelt naturalistisk, senare blev den mera stiliserad och ljusare i koloriten. Motiven är blandade figurskildringar.
Han gifte sig 1899 med Gertrud Saelan.